# Ghars al-Din Khalil
Ghars al-Din Khalil fou emir d'Elbistan de la dinastia Dhul-Kadr. Fou fill i successor de Zayn al-Din Karadja ben Dhul Kadir el fundador de la dinastia (1337-1353). Va pujar al tron però va haver de reconèixer la sobirania egípcia. Volia venjar el seu pare, traït pels Eretna-oghlu, i va amenaçar Malatya, residència de l'emir d'Eretna. El soldà egipci, del que nominalment era vassall, li va prohibir seguir endavant, però no li va fer cas i els egipcis van haver d'enviar una expedició a la que van seguir d'altres que no foren decisives. Finalment un fort exèrcit egipci va poder ocupar Elbistan (1381) i es van establir a Malatya, assegurant-se la submissió de Khalil. El 1386 el soldà mameluc Barkuk, per mitjà d'una traïció, el va fer assassinar. Les tropes turcmanes van aclamar com a successor al seu germà Xaban Suli.